# Southern Christian Leadership Conference
Southern Christian Leadership Conference (SCLC) je americká organizace pro obranu lidských práv. Byla založena v lednu 1957 jako Negro Leadership Conference on Transportation and Nonviolent Integration představiteli tzv. Černé církve, mezi nimiž byl i Martin Luther King, který se stal prvním prezidentem organizace a zůstal jím až do svého zavraždění. Organizace hrála klíčovou roli v Afroamerickém hnutím za lidská práva 50. a 60. let.

## Hlavní kampaně a aktivity
- Albany Movement (1961-1962)
- Birminghamská kampaň (1963)
- Pochod na Washington za práci a svobodu (1963)
- St. Augustine movement (1963-1964)
- Pochody ze Selmy do Montgomery (1965)
- Chicago Freedom Movement (1965-1967)
- Poor People's Campaign (1968)

## Předsedové organizace
| Martin Luther King         | 1957-1968 |
| Ralph Abernathy            | 1968-1977 |
| Joseph Lowery              | 1977-1997 |
| Martin Luther King III.    | 1997-2004 |
| Fred Shuttlesworth         | 2004      |
| Charles Kenzie Steele, Jr. | od 2004   |